# Прален, Роже де Шуазёль
Роже де Шуазёль (фр. Roger de Choiseul; ок. 1600 — 6 июля 1641, Ла-Марфе (Арденны), маркиз де Прален — французский генерал.

## Биография
Сын маршала Франции маркиза Шарля де Шуазёль-Пралена и Клод де Казийяк.
2 февраля 1616 был назначен наследником своего отца в должности генерального наместника Шампани в департаментах Труа, Лангр, и прочих, и был зарегистрирован в этом качестве Парламентом 7 декабря 1617.
В 1625 году поступил добровольцем в королевский флот герцога Монморанси и содействовал победе над морскими силами ларошельцев и взятии островов Ре и Олерон. Через некоторое время из-за участия в дуэли с маркизом де Вардом оказался в немилости и был лишен шампанского наместничества, переданного маркизу де Виньолю.
Получил королевское прощение в 1627 году. Купил у маркиза де Сурди роту шеволежеров, которой командовал в ходе осады Ла-Рошели (1627—1628), при штурме Сузы, осадах Прива и Алеса (1629) и завоевании Савойи (1630). Оттуда перешел в Пьемонт под командование герцога Монморанси, сражался при Вейяно, участвовал в осаде и взятии Салуццо, взятии форта Сен-Пьер, замка Брессоле и бою за Кариньянский мост.
В 1632 году служил при осаде Трира, в 1633 году участвовал в завоевании Лотарингии и осаде Нанси, в 1634-м в осаде Ла-Мота, где был ранен.
После вступления Франции в Тридцатилетнюю войну в 1635 году доблестно сражался в битве при Авене, в следующем году участвовал в осаде Корби.
После смерти маркиза де Виньоля Шуазёлю 17 марта 1637 было возвращено наместничество в Шампани с губернаторством в городе и бальяже Труа (зарегистрировано Парламентом 6 августа). 3 июля он получил должность генерал-кампмейстера легкой кавалерии и прилагавшуюся к ней роту. Служил при осадах Ландреси и Мобёжа. Затем пересек вражеские порядки, чтобы известить оставленный в Мобёже гарнизон о направленной к нему помощи. Кардинал Лавалет заставил испанцев снять осаду, после чего сам осадил Ла-Капель, и маркиз де Прален отличился в ходе этой операции.
При переформировании кавалерийских рот в полки маркиз получил специально созданный полк генерал-кампмейстера кавалерии (2.01.1638). Кампмаршал (21.04.1638), служил при осаде Сент-Омера и участвовал в бою под его стенами.
В 1639 году воевал под командованием маркиза де Фёкьера. Во время осады Тьонвиля сражался под его стенами с испанцами, но был покинут кавалерией, бежавшей с поля боя. Вместе с де Грансе был обвинен в неудаче и провел несколько месяцев в Бастилии.
В 1640 году участвовал в осаде Арраса и содействовал разгрому значительного вражеского подкрепления, пытавшегося прорваться к городу. Вскоре после взятия столицы Артуа вместе с маркизом де Куаленом выручил генерала Гасьона, атакованного соединением противника.
В 1641 году служил под командованием маршала Шатийона и был убит в битве при Ла-Марфе. Был холост.